# Edward Stevens
Pour l’article homonyme, voir Edward Stevens (général).
Edward Stevens  né à Sainte-Croix, Îles Vierges des États-Unis, vers 1755 et mort à Sainte-Croix, le 26 septembre 1834, était le consul général des États-Unis à Saint-Domingue après la victoire en 1798 de la Révolution haïtienne, commencée en 1791, et devint ainsi l'ami de Toussaint Louverture, qu'il aida à nouer des relations commerciales, en surmontant les réticences de deux puissances coloniales, les États-Unis et l'Angleterre.

## Médecin contre la fièvre jaune et demi-frère d'un fédéraliste américain
Né à Sainte-Croix, il était l'ami d'enfance d'Alexander Hamilton, le fervent pilier du parti fédéraliste et secrétaire du Trésor des États-Unis du président John Adams. Son père, le marchand Thomas Stevens, installé dans l'île de Niévès, avait adopté très jeune Alexander Hamilton.
Il étudie au King's college puis à la célèbre université d'Édimbourg, où se retrouvaient alors la plupart des ingénieurs et inventeurs de la révolution industrielle britannique, dont plusieurs animateurs de la Lunar Society.
Médecin, il se fait connaître en luttant contre la grande épidémie de fièvre jaune de Philadelphie en 1793, réputée pour avoir été causée par l'arrivée dans la ville de réfugiés français de Saint-Domingue en Amérique, au cours d'un été très chaud et humide.
Il va jusqu'à discuter dans la presse des méthodes pour mieux juguler l'épidémie, conseillant des choix plus modérés que d'autres médecins et offrant aux malades de le contacter à la société des médecins de Philadelphie.

## Une présence française discréditée
Trois jours après l'arrivée, le 27 mars 1798, de Hédouville, envoyé du directoire, l'armistice du 30 mars 1798 permet à Toussaint Louverture de régler les détails de la retraite anglaise, avant son entrée triomphale dans Port-au-Prince en mai 1798.
À partir de la mi-1798, le secrétaire d'État américain Timothy Pickering confirme que les États-Unis accepteraient la reprise des relations commerciales en cas de victoire de Toussaint Louverture. Le 31 août 1798, les Britanniques abandonnent Saint-Domingue à la victoire de Toussaint Louverture, qui devra cependant se retourner vers un autre front, au sud, où l'ex-général français André Rigaud a rassemblé une armée de mulâtres avec l'aide de planteurs français, pour le combattre.
Gabriel Marie Joseph d'Hédouville, arrivé le 27 mars 1798, repart le 23 octobre de la même année. Il avait pour mission d'inciter discrètement Toussaint Louverture à engager son armée dans l'attaque de la Jamaïque et des États-Unis, ce que ce dernier se gardera bien d'effectuer, pour éviter de perdre tout crédit et une partie de son armée. Trois jours après son arrivée, l'armistice du 30 mars 1798 permet de régler les détails de la retraite anglaise du avant l'entrée triomphale de Toussaint Louverture dans Port-au-Prince en mai 1798.
Au contraire, le général noir se rapprochera du général anglais Thomas Maitland pour l'inciter lui aussi à faire du commerce, mais un peu plus tard, grâce à l'aide d'Edward Stevens, car jusque-là, Maitland et lui combattaient l'un contre l'autre.

## Arrivé à bord d'un navire chargé de vivres
En février 1799, le Congrès américain, dominé par les fédéralistes, vote une loi abolissant l'embargo contre Toussaint Louverture contre Saint-Domingue. Le 4 mars, le secrétaire d'État américain Timothy Pickering confirme que le président John Adams serait heureux de la reprise des échanges commerciaux entre les États-Unis et Saint-Domingue. À cet effet, il envoie Edward Stevens, qui débarque au Cap-Haïtien à bord du Kingston, un navire chargé de vivres. Il découvre que son prédécesseur Jacob Meyer organisait un marché noir de produits américains en pénurie, en association avec des commerçants.
Edward Stevens fut nommé officiellement en avril 1799 consul général des États-Unis à Saint-Domingue, poste auquel il renforça les relations économiques avec le régime de Toussaint Louverture, en faisant livrer l'île par des navires américains. 

## Un traité commercial réunissant les États-Unis, l'Angleterre et Haïti
Dès le 13 juin, il avait signé la convention commerciale tripartite de 1799, composée de huit articles et deux annexes, associant le général anglais Thomas Maitland, les États-Unis et Toussaint Louverture, pour l'ouverture au commerce des deux premiers ports de l'île, sous réserve que les pirates français n'y aient plus le droit d'accoster. Une armada de 50 navires sillonnait alors la Caraïbe avec pour destination principale Saint-Domingue. Stevens s'arrangea cependant pour qu'une partie des navires français, les plus sûrs, puissent continuer à commercer avec l'île. Aux yeux de Toussaint Louverture, Stevens apparait comme le principal négociateur de cette convention.
Le gouvernement américain souhaitait alors continuer à faire du commerce avec Saint-Domingue, même si les esclaves y avaient pris le pouvoir, inquiétant fortement et choquant même les planteurs blancs du Sud des États-Unis, en faisant livrer l'île par des navires américains. Cette ouverture américaine aggrava les tensions avec la France.
Le président John Adams refusa alors d'engager son pays dans une guerre formelle contre la France mais instaura un embargo sur les produits français et durcit ce qui fut appelé la quasi-guerre. L'US Navy aligna environ 30 vaisseaux, aidés d'un nombre important de bateaux privés, pour parcourir la côte Sud des États-Unis et les Caraïbes, à la recherche de corsaires et pirates français. 
L'arrivée à Cuba de réfugiés de Saint-Domingue après l'armistice du 30 mars 1798 en voit beaucoup devenir corsaires lors de la quasi-guerre, sur fond de convention commerciale tripartite de 1799 entre Toussaint Louverture, les États-Unis et l'Angleterre, ce qui va nourrir la piraterie des années 1800 dans la Caraïbe et donne un premier coup de fouet au trafic commercial à Cuba comme le montrent les valeurs produites par le port de Cuba entre 1797 et 1801, une partie venant des prises des corsaires français attaquant les navires américains commerçant avec Saint-Domingue :
| Année   | 1797 | 1798 | 1799 | 1800 | 1801  |
| Tonnage | 32,5 | 46,1 | 76,5 | 84   | 116,6 |

Le traité de Mortefontaine mettra fin en 1800 à cette quasi-guerre. Il prévoit une réparation aux dégâts des pirates français et plus généralement pour les dommages causés aux navires par chacun des deux camps, les Français faisant un effort en ce sens au moment de la vente de la Louisiane, qui les voit rétrocéder 20 millions de francs aux Américains.

## L'intervention discrète dans la guerre civile haïtienne
Alors que l'armée des mulâtres de l'ex-général français André Rigaud contrôle le Sud-Ouest de l'île et s'attaque à Toussaint Louverture, et y lancer une guerre civile. Edward Stevens choisit de concentrer son aide sur la partie nord, pour laquelle il a mission. Il accepte même discrètement de fournir une flottille permettant aux anciens esclaves de gagner la bataille de Jacmel.
Les navires noirs ont en effet été interceptés par la Royal Navy britannique, mais les navires américains vont voler au secours de Toussaint Louverture, pour transporter ses troupes qui vont bombarder Jacmel et permettre la fin du siège de la ville et du même coup mettre un terme une guerre civile sanglante.

## L'ère de Thomas Jefferson signifie la fin de sa carrière
En 1800, alors que la fin de son mandat est menacé par l'arrivée au pouvoir de Thomas Jefferson, à l'issue de l'élection présidentielle américaine de 1800, le consul Edward Stevens prononce à nouveau un discours soulignant que les conditions commerciales sont très favorables sur l'île. Il a entretemps été la cible de rumeurs, sans preuve, de corruption et son remplaçant, Tobias Lear (en), est déjà désigné.
Le 20 juillet 1801, Thomas Jefferson expliqua à l'ambassadeur français Louis-André Pichon qu'il n'approuvait pas le régime de Toussaint Louverture, que les États-Unis ne s'opposeraient pas à une tentative française de reconquête de l'île. Le chancelier Talleyrand pleura de joie en apprenant le changement de position américain par son ambassadeur. Cinq mois plus tard, l'expédition de Saint-Domingue était ordonnée par Bonaparte et démarrait en janvier 1802. L'expédition est un fiasco, mais en janvier 1806, sous la pression de Bonaparte, le président Thomas Jefferson décrète un embargo commercial contre la nouvelle république d'Haïti.